# Bożena Ptak
Bożena Ptak (ur. 6 grudnia 1952 w Gdańsku) – polska poetka i nauczycielka języka polskiego pochodząca z Gdańska.

## Życiorys
Urodziła się w rodzinie Czesława Ptaka (1912–2000), żołnierza AK, ps. Cyprian, i Scholastyki z Gelaszewskich (1920–2011). Ukończyła Liceum Ogólnokształcące w Pucku i w 1972 zdała maturę. Następnie studiowała filologię polską na Wydziale Humanistycznym UG (Instytut Filologii Polskiej, absolutorium 1981).
Pracowała jako organizatorka widowni w Teatrze Wybrzeże w Gdańsku (1981–1982). Następnie jako nauczycielka języka polskiego w SP nr 45 w Gdańsku (1982–1994), w I Zespole Szkół Społecznego Towarzystwa Oświatowego w Gdańsku (1994–2013), w II Podstawowo-Gimnazjalnym Zespole Szkół STO w Gdańsku (od 2015).
Jest autorką sześciu tomów poetyckich: Zabawa woskiem (1979), Z krawędzi mojego księżyca (1980), Dyktatura lustra (1981), Scena zbiorowa i inne wiersze (1991), Niebezpieczny Azyl (2006), Sam sama samotny samotna (1996), za który otrzymała W 2006 ukazał się kolejny tomik Niebezpieczny azyl, doceniony przez jury VII Kościerskich Targów Książki Kaszubskiej i Pomorskiej oraz wyróżniony I nagrodą.
Swoje teksty satyryczne prezentowała na scenie Niekabaretu Macieja Nowaka.
W 1996 odbyła się premiera Śpiewnika kaszubskiego, który stworzyła z kompozytorką Katarzyną Gaertner. Kilka piosenek śpiewnika zostało uwiecznionych na płycie Czar Korzeni. Jest autorką gdańskiego hymnu Jestem z Gdańska. Utwór ten znajduje się w repertuarze zespołu Golden Life. Inne jej piosenki śpiewają między innymi: Ewa Szwajlik, Jacek Wójcicki, Edyta Geppert. W dorobku artystycznym znajduje się libretto inspirowane operą G.B. Pergolesiego La serva padrona, czyli vademecum młodej sekretarki. Operę w reżyserii Doroty Kolak prezentowano w Operze Bałtyckiej w Gdańsku. W latach 1982–1989 była członkiem Zrzeszenia Kaszubsko-Pomorskiego. Od 1989 członek-założycielka Stowarzyszenia Pisarzy Polskich, wiceprezes i prezes Oddziału SPP w Gdańsku.
Była członkiem Zarządu Regionu NSZZ Solidarność do stanu wojennego. Drukowała swoje wiersze w prasie podziemnej i katolickiej. Nadal jest aktywna społecznie, organizując od dziesięciu lat wraz z uczniami i nauczycielami swojej szkoły festyny charytatywne w Oliwskim ZOO, koordynuje współpracę swojej szkoły z polską szkołą w Wołkowysku na Białorusi.

## Nagrody i wyróżnienia
- Honorowa nagroda Gdańskiego Towarzystwa Przyjaciół Sztuki za Twórczość Artystyczną (1996)
- Nagroda Prezydenta Miasta Gdańska za tekst piosenki Jestem z Gdańska (2002)
- Medal 25-lecia NSZZ „Solidarność” (2005)[2]
- Nagroda „Costerina” za tom Niebezpieczny azyl (2006)
- Nagroda Marszałka Województwa Pomorskiego za wybitne zasługi w dziedzinie twórczości artystycznej oraz upowszechniania i ochrony kultury (2010)
- Nagroda Prezydenta Miasta Gdańska w Dziedzinie Kultury z okazji jubileuszu 30-lecia pracy twórczej (2010)[3]
- Nagroda Prezydenta Miasta Gdańska w Dziedzinie Kultury za całokształt pracy twórczej (2018)[3]
- Brązowy Medal „Zasłużony Kulturze Gloria Artis” (2018)[4]
- Nagroda Marszałka Województwa Pomorskiego za całokształt pracy literackiej (2019)

Źródło:.